# Eduard Ritz
Eduard Ritz (* 17. Oktober 1802 in Berlin; † 23. Januar 1832) war ein deutscher Geiger.

## Leben und Leistungen
Eduard Ritz wurde als Sohn des Kammermusikers Johann Friedrich Ritz (* 12. Juni 1767 in Lübben (Spreewald), † 25. Dezember 1828 in Berlin) geboren. Seine Ausbildung erhielt er vom Vater und außerdem im Umfeld von Carl Friedrich Zelter – also in der Sing-Akademie zu Berlin und der Berliner Akademie der Künste. Bereits vor 1819 war er ein enger Freund und der erste Violinlehrer des jugendlichen Felix Mendelssohn Bartholdy (geb. 1809); außerdem unterrichtete er seine jüngeren Brüder, von denen Julius Rietz (geb. 1812) die erfolgreichste Karriere machen sollte: durch Eduard wurde dieser mit Felix Mendelssohn bekannt, dem er – vor allem nach dem frühen Tod des Bruders – wesentliche Impulse für seine eigene künstlerische Arbeit als Dirigent und Komponist verdankte.
Mendelssohns frühes Violinkonzert in d-Moll (um 1821/22) ist Eduard Ritz gewidmet und wurde von diesem vermutlich auch erstaufgeführt (Belege für zeitgenössische Aufführungen sind allerdings nicht überliefert). Für Ritz hatte Mendelssohn auch 1825 sein berühmtes Oktett für Streichinstrumente in Es-Dur op. 20 komponiert. Sein erstes Streichquintett in A-Dur op. 18, im Jahre 1826 vollendet, ist ebenfalls Ritz gewidmet und wurde 1832 unter dem Eindruck vom Tod des Freundes entscheidend umgearbeitet: die Abfolge der Binnensätze wurde umgestellt und Mendelssohn verwarf einen Satz (ein Menuett in fis-Moll), den er durch einen neuen (Intermezzo: Andante sostenuto in F-Dur) ersetzte: komponiert im Gedenken an den allzu früh verstorbenen Freund.
Ritz gründete 1826 mit der Philharmonischen Gesellschaft ein Instrumentalensemble für die von Carl Friedrich Zelter geleitete Sing-Akademie, das bis 1872 bestand. Nach der Auflösung des Klangkörpers traten die meisten der Musiker dem 1866 gegründeten Berliner Dilettanten-Orchester-Verein bei, aus welchem später das noch heute existierende Orchester Berliner Musikfreunde e.V. hervorging. Ritz leitete das Ensemble bis zu seinem frühen Tod und war auch als Konzertmeister bei Mendelssohns epochaler Wiederaufführung von Johann Sebastian Bachs Matthäuspassion am 11. März 1829 – der erstmaligen Aufführung des Oratoriums seit dem Tod des Thomaskantors – beteiligt. Die Leistung der aus diesem Anlass durch einige Künstler der Hofkapelle verstärkten Philharmonischen Gesellschaft war anscheinend so vortrefflich, dass sich Zelter bei den Wiederholungen der Passionsmusik am 21. März und am 17. April 1829 wieder dieses Liebhaberorchesters bediente.
Bald nach seinem Tod änderte sein Bruder Julius die Schreibart des Familiennamens in Rietz.